# Resztki pożniwne

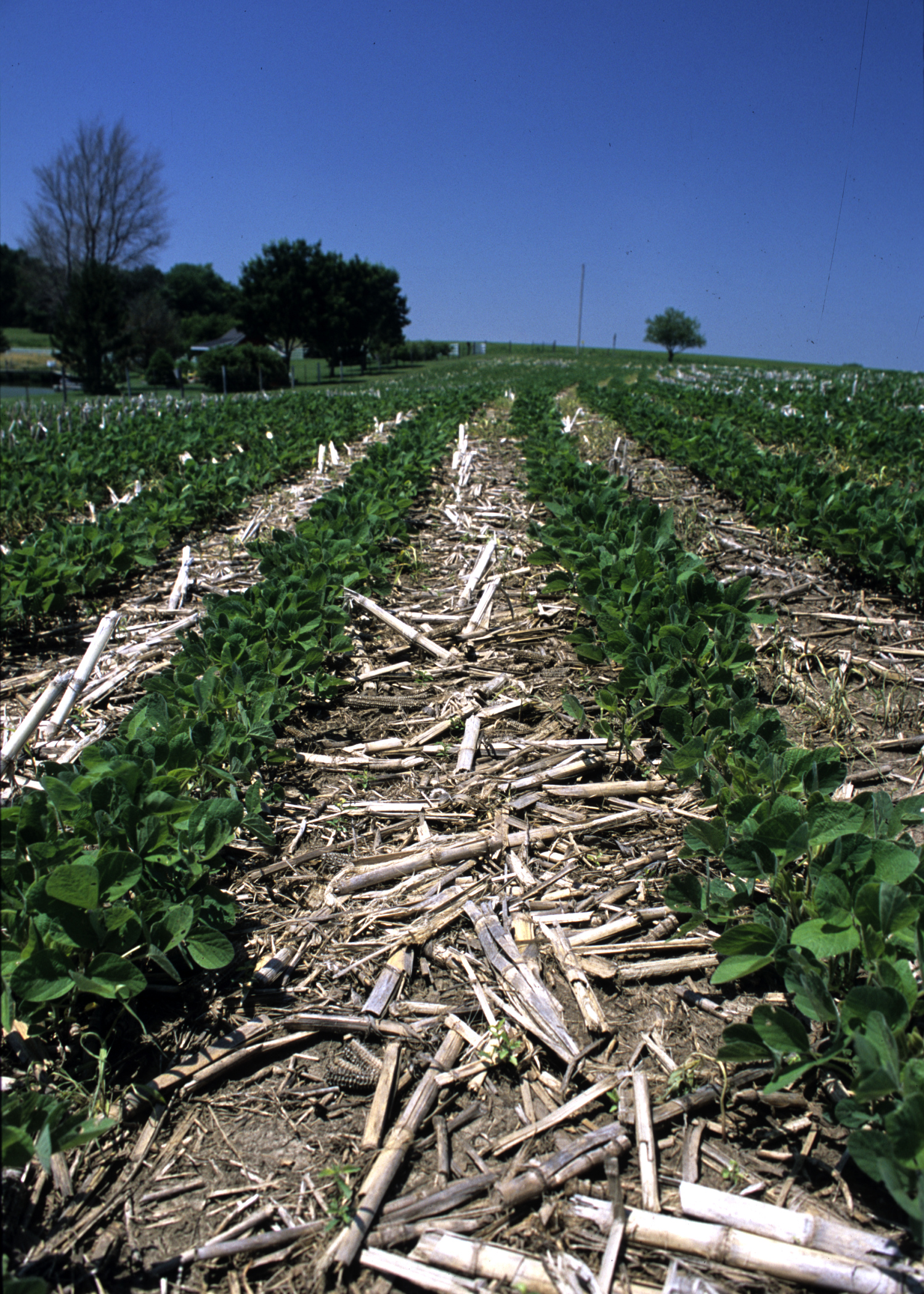
Soja uprawiana na polu z pozostałościami po uprawie kukurydzy

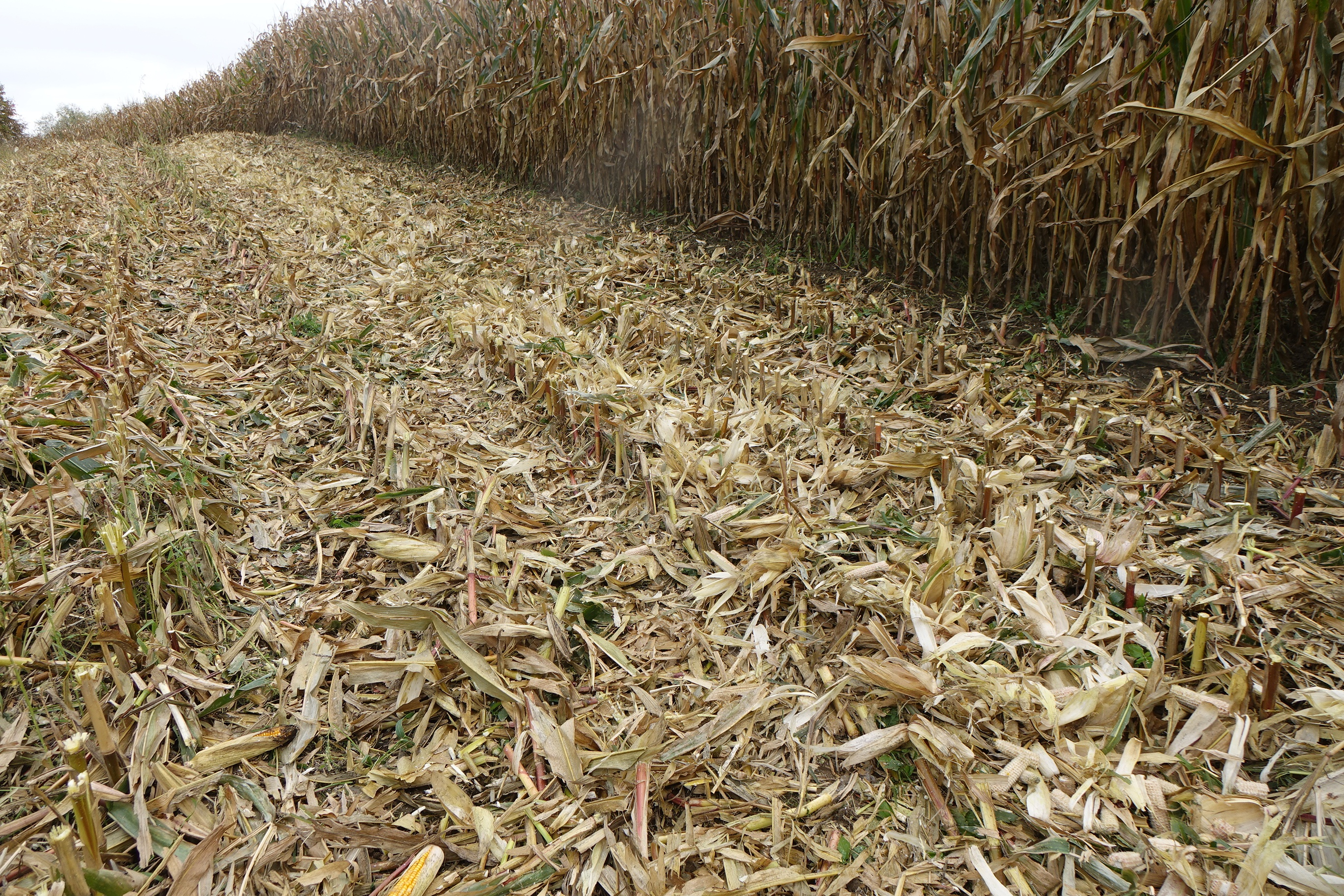
Resztki pożniwne po zbiorze kukurydzy przez kombajn

Resztki pożniwne, resztki pozbiorowe – pozostałości po zbiorze roślin uprawnych na polu. W zależności od gatunku rośliny są to korzenie, rozdrobniona słoma, odpady z młócki kombajnu, ziarno wykruszone podczas koszenia, niezebrane przez maszyny bulwy i korzenie roślin, liście. Pozostawione na polu pełnią – z punktu widzenia uprawy – zarówno pożyteczną, jak i szkodliwą rolę. Niektóre z nich są z pola wywożone, np. w celu użycia ich jako pokarmu dla zwierząt, słomy na ściółkę w oborach, później znów wraz z nawozem zwierzęcym wracają na pole.

## Korzyści z resztek pożniwnych
- Polepszenie jakości gleb. Pozostawione na polu resztki pożniwne są dla gleby źródłem składników pokarmowych. Poprawiają strukturę gleby, zwiększają w niej zawartość materii organicznej, poprawiają kiełkowanie nasion traw i koniczyny, zwiększają aktywność dżdżownic i drobnoustrojów, poprawiają retencję fosforu, zwiększają dostępność składników odżywczych[2].
- Zmniejszona erozja gleb. Pozostawione na polu resztki pożniwne zwiększają także warstwę ochronną gleby i zmniejszają jej erozję wodną i wietrzną[2].
- Poprawa infiltracji wody i wzrostu roślin. Resztki pożniwne ulepszając strukturę gleby mogą poprawić przenikanie i utrzymywanie w niej wody. Szczególnie jest to ważne w klimacie suchym. Poprawiając pulchność gleby resztki roślinne wpływają na lepszy rozwój systemu korzeniowego i lepszy wzrost roślin. Ta cecha jest szczególnie istotna w klimacie wilgotnym[2].
- Inne korzyści. Resztki pożniwne zmniejszają emisję z gleby tlenków azotu i amoniaku oraz ograniczają straty azotu i fosforu w glebie. Efekt zależy od stosunku węgla do azotu w tych resztkach[2].
- Zwiększenie plonu. Zalety resztek pożniwnych powodują w sumie wzrost plonów[2].

## Negatywne skutki pozostawiania resztek pożniwnych
Resztki pożniwne są źródłem patogenów wielu chorób roślin, często bardzo trudnych, lub wręcz niemożliwych do zwalczania. Pozostawienie w glebie resztek pożniwnych jest bezpieczne, jeśli nie były one porażone chorobami, nie odgrywa też roli, jeśli stosuje się odpowiedni płodozmian, to znaczy przez określony dla danego patogenu czas nie uprawia się na polu tej samej rośliny. W tym czasie grzybnia i przetrwalniki patogenu wyginą. Dla większości patogenów wystarcza płodozmian trzyletni, jednak dla niektórych jest znacznie dłuższy, np. dla raka ziemniaka wynosi 6 lat. Niektóre patogeny, np. z rodzaju Fusarium mogą w glebie przetrwać na roślinach i resztkach roślinnych wielu gatunków. Głębokie przyorywanie resztek pożniwnych jest jednym z najczęściej stosowanych sposobów uniemożliwienia tym patogenom porażania roślin. W zależności od gatunku patogenu i uprawianej rośliny skuteczność tego jest różna. Czasami wystarcza to do ich unieszkodliwienia, czasami tylko zmniejsza natężenie choroby, czasami jest nieskuteczne. Z tego względu, jeśli uprawa porażona była jakimiś patogenami roślinnymi, zaleca się usuwanie z pola resztek pożniwnych i niszczenie ich. Wolno je kompostować tylko pod warunkiem, że proces kompostowania będzie trwał tak długo, aż patogeny wyginą.
Resztki pożniwne mogą zwiększyć utratę azotanów i tlenków azotu z gleby wskutek zwiększonego ich wymywania. Z tego względu resztki z dużą ilością azotu (np. resztki po uprawie buraków cukrowych i warzyw kapustnych) powinny być usuwane, ale dodatek do nich słomy lub włókien mineralnych może temu procesowi zapobiec.

## Sposoby zagospodarowania resztek pożniwnych
- pozostawienie ich na polu, zamiast usunięcia lub spalenia;
- usunięcie z pola, przetworzenie (np. poprzez kompostowanie) i ponowne rozrzucenie na polu;
- usunięcie z pola, przetworzenie i ponowne rozrzucenie na innym polu[2].